# 那須資村
那須 資村（なす すけむら）は、鎌倉時代の武士。那須氏6代当主。
5代当主・那須光資の子として誕生。
念仏宗に帰依し、親鸞上人の弟子となり信願房教念と号し、貞応2年（1223年）に慈願寺を創設した。78歳の長寿を保ったという。
ただし、近年の異説として那須氏の家督は光資の後はその弟・伊王野資長及びその系統が継承したために資村は家督を継ぐことが出来ず、資家の代になって北条得宗家との関係から家督を回復したとする説もある。